# Diaporthe incarcerata
Diaporthe incarcerata är en svampart som först beskrevs av Berk. & Broome, och fick sitt nu gällande namn av Nitschke 1870. Diaporthe incarcerata ingår i släktet Diaporthe och familjen Diaporthaceae.   Inga underarter finns listade i Catalogue of Life.